# Mycalesis hamerta
Mycalesis hamerta är en fjärilsart som beskrevs av Jacob Hübner 1816. Mycalesis hamerta ingår i släktet Mycalesis och familjen praktfjärilar. Inga underarter finns listade i Catalogue of Life.